# Campionati mondiali di badminton 2005
I campionati mondiali di badminton 2005 (in inglese 2005 IBF World Championships) sono stati la 14ª edizione dei campionati mondiali di badminton.
La competizione si è svolta dal 15 al 21 agosto ad Anaheim, negli Stati Uniti d'America.

## Medagliere
| Posiz. | Nazione       | Oro | Argento | Bronzo | Totale |
| ------ | ------------- | --- | ------- | ------ | ------ |
| 1      | Cina          | 2   | 4       | 1      | 7      |
| 2      | Indonesia     | 2   | 1       | 1      | 4      |
| 3      | Stati Uniti   | 1   | -       | -      | 1      |
| 4      | Malaysia      | -   | -       | 2      | 2      |
| 5      | Danimarca     | -   | -       | 1      | 1      |
| 5      | Germania      | -   | -       | 1      | 1      |
| 5      | Corea del Sud | -   | -       | 1      | 1      |
| 5      | Nuova Zelanda | -   | -       | 1      | 1      |
| 5      | Thailandia    | -   | -       | 1      | 1      |
| 5      | Taipei cinese | -   | -       | 1      | 1      |
| Totale | Totale        | 5   | 5       | 10     | 20     |

## Podi
| Evento              | Oro                          | Argento                      | Bronzo                                  |
| Singolare maschile  | Taufik Hidayat               | Lin Dan                      | Peter Gade                              |
| Singolare maschile  | Taufik Hidayat               | Lin Dan                      | Lee Chong Wei                           |
| Singolare femminile | Xie Xingfang                 | Zhang Ning                   | Xu Huaiwen                              |
| Singolare femminile | Xie Xingfang                 | Zhang Ning                   | Cheng Shao-chieh                        |
| Doppio maschile     | Tony Gunawan Howard Bach     | Candra Wijaya Sigit Budiarto | Luluk Hadiyanto Alvent Yulianto         |
| Doppio maschile     | Tony Gunawan Howard Bach     | Candra Wijaya Sigit Budiarto | Chan Chong Ming Koo Kien Keat           |
| Doppio femminile    | Yang Wei Zhang Jiewen        | Gao Ling Huang Sui           | Zhang Dan Zhang Yawen                   |
| Doppio femminile    | Yang Wei Zhang Jiewen        | Gao Ling Huang Sui           | Lee Kyung-won Lee Hyo-jung              |
| Doppio misto        | Nova Widianto Lilyana Natsir | Xie Zhongbo Zhang Yawen      | Daniel A Shirley Sara Runesten-Petersen |
| Doppio misto        | Nova Widianto Lilyana Natsir | Xie Zhongbo Zhang Yawen      | Sudket Prapakamol Saralee Thungthongkam |